# Montenegro beim Junior Eurovision Song Contest
Teilnehmende Rundfunkanstalt

Erste Teilnahme
2014
Anzahl der Teilnahmen
3 (Stand 2025)
Höchste Platzierung
13 (2015)
Höchste Punktzahl
36 (2015)
Niedrigste Punktzahl
24 (2014)
Punkteschnitt (seit erstem Beitrag)
30,00 (Stand 2015)
Punkteschnitt pro abstimmendem Land im 12-Punkte-System
1,08 (Stand 2015)
Dieser Artikel befasst sich mit der Geschichte Montenegros als Teilnehmer am Junior Eurovision Song Contest.

## Vorentscheide
2014 hat man den Beitrag und Interpreten intern gewählt. Man wurde Vierzehnter mit 24 Punkten. Auch 2015 wird dieser Modus angewandt, der in einem 13. Platz mit insgesamt 36 Punkten resultierte. Dies ist auch die Höchstplatzierung des Landes beim Eurovision Song Contest.

## Teilnahme am Wettbewerb
Nachdem das Land beim Eurovision Song Contest 2014 zum ersten Mal in das Finale einziehen konnte, bestätigte der Rundfunk RTCG am 18. Juli 2014, dass das Land am 15. November 2014 zum ersten Mal beim JESC teilnehmen wird. 2005 hatte man im Staatenverbund mit Serbien bereits einen Titel beim Wettbewerb gehabt, der allerdings nur Platz 13 von 16 Teilnehmern erreichte. Serbien selbst nahm von 2006 bis 2010 sowie 2014 am JESC teil. Auch 2015 nahm das Land mit Jana Mirković und "Oluja" teil. Für 2016 wurde die Teilnahme abgesagt. Einen konkreten Grund für die Absage wurde allerdings nicht bekanntgegeben.
Am 23. Juni 2025 gab RTCG überraschend bekannt, dass man wieder am JESC teilnehmen werde.

## Liste der Beiträge
| Jahr          | Interpret                                                     | Titel (Musik / Text)                                                      | Sprache                   | Übersetzung                | Platz Teilnehmer (gesamt) | Punkte                   |
| ------------- | ------------------------------------------------------------- | ------------------------------------------------------------------------- | ------------------------- | -------------------------- | ------------------------- | ------------------------ |
| 2014          | Maša Vujadinović & Lejla Vulić Маша Вујадиновић и Лејла Вулић | Budi dijete na jedan dan (Slaven Knezović, Maša Vujadinović, Lejla Vulić) | Montenegrinisch, Englisch | Sei ein Kind für einen Tag | 14 / 16                   | 24                       |
| 2015          | Jana Mirković Јана Мирковић                                   | Oluja (Mirsad Serhatlić / Boban Novović)                                  | Montenegrinisch           | Sturm                      | 13 / 17                   | 36                       |
| 2016 bis 2024 | Auf Teilnahme verzichtet                                      | Auf Teilnahme verzichtet                                                  | Auf Teilnahme verzichtet  | Auf Teilnahme verzichtet   | Auf Teilnahme verzichtet  | Auf Teilnahme verzichtet |
| 2025          |                                                               |                                                                           |                           |                            |                           |                          |

## Punktevergabe
Folgende Länder erhielten die meisten Punkte von oder vergaben die meisten Punkte an Montenegro:
| Die meisten vergebenen Punkte | Die meisten vergebenen Punkte | Die meisten vergebenen Punkte |
| Platz                         | Land                          | Punkte                        |
| ----------------------------- | ----------------------------- | ----------------------------- |
| 1                             | Serbien                       | 19                            |
| 2                             | Malta                         | 16                            |
| 3                             | Bulgarien                     | 14                            |
| 4                             | Italien                       | 13                            |
| 5                             | Ukraine                       | 10                            |

| Die meisten erhaltenen Punkte | Die meisten erhaltenen Punkte | Die meisten erhaltenen Punkte |
| Platz                         | Land                          | Punkte                        |
| ----------------------------- | ----------------------------- | ----------------------------- |
| 1                             | Serbien                       | 12                            |
| 2                             | Malta                         | 10                            |
| 3                             | Nordmazedonien                | 8                             |
| 4                             | Slowenien                     | 5                             |
| 5                             | Albanien                      | 1                             |

Stand: 2015